# Talaromyces emersonii
Talaromyces emersonii är en svampart som beskrevs av Stolk 1965. Talaromyces emersonii ingår i släktet Talaromyces och familjen Trichocomaceae.  Arten är reproducerande i Sverige. Inga underarter finns listade i Catalogue of Life.